# Zasłonak śluzakowatowaty
Zasłonak śluzakowatowaty (Cortinarius mucifluoides Rob. Henry ex Bidaud, Moënne-Locc. & Reumaux) – gatunek grzybów należący do rodziny zasłonakowatych (Cortinariaceae).

## Systematyka i nazewnictwo
Pozycja w klasyfikacji według Index Fungorum: Cortinarius, Cortinariaceae, Agaricales, Agaricomycetidae, Agaricomycetes, Agaricomycotina, Basidiomycota, Fungi.
Po raz pierwszy opisali go w 2000 r. Robert Henry i André Bidaud, Pierre Moënne-Locc i Patrick Reumaux. Epitet gatunkowy mucifluoides pochodzi od przedrostka muci-, oznaczającego „śluzowaty”, i od przyrostka -oides, oznaczającego, że jest podobny do zasłonaka śluzakowatego Cortinarius mucifluus. Ma 12 synonimów (wszystkie odmiany i formy).
Polska nazwa według internetowego atlasu grzybów.

## Morfologia
Kapelusz
Średnica 4–9 cm, początkowo stożkowaty, potem stopniowo rozpłaszczający się, z garbkiem. Powierzchnia brązowoochrowa z płowym środkiem, gładka i błyszcząca, w stanie wilgotnym lepka. Brzeg może być gładki lub lekko prążkowany.
Blaszki
Wolne lub przyrośnięte, początkowo kremowe, ale szybko stające się gliniastobrązowe, następnie ochrowordzawobrązowe. Na młodych kapeluszach zasnówka jest bladofioletowa lub prawie biała.
Trzon
Wysokość 7–10 cm, grubość 1–2 cm, cylindryczny, czasami lekko wrzecionowaty (rozszerzony w części środkowej), ale nie rozszerzony u podstawy. Powierzchnia początkowo biała powyżej strefy pierścieniowej, ale później zabarwiona na rdzawobrązowo od zarodników, śluzowata i pokryta fioletową osłoną poniżej strefy pierścieniowej.
Miąższ
O zapachu miodu, zwłaszcza po przecięciu u nasady trzonu. Smak łagodny, ale słaby.
Wysyp zarodników
Rdzawobrązowy. Zarodniki cytrynowate, gęsto brodawkowane, 12–16 × 6,5–9 μm.
Gatunki podobne
Podobny jest zasłonak śluzowaty (Cortinarius collinitus) i kilka innych niewielkich zasłonaków o śluzowatych kapeluszach w kolorze ochry, brązu lub czerwonobrązowym. Ich dokładne odróżnienie jest trudne bez użycia odczynników chemicznych i mikroskopu.

## Występowanie i siedlisko
Podano nieliczne stanowiska w Europie i Ameryce Północnej. Brak go w opracowanej w 2003 roku przez Władysława Wojewodę „Krytycznej liście wielkoowocnikowych grzybów podstawkowych Polski”, ale podano jego stanowiska w późniejszych latach (B. Gierczyk i inni, 2018, 2019).
Naziemny grzyb mykoryzowy. Występuje w lasach liściastych, szczególnie pod brzozami, czasami także pod drzewami iglastymi, zwykle na glebie kwaśnej.
Jest powszechnie uważany za „podejrzany” i może zawierać niebezpieczne toksyny, w związku z czym nie należy go zbierać w celu spożycia. Niektóre czerwonawe gatunki zasłonaków, z którymi można pomylić zasłonaka śluzakowatowatego, zawierają toksynę orellaninę, która po spożyciu niszczy ludzkie nerki i wątrobę.